# Callipeltis factorovskyi
Callipeltis factorovskyi är en måreväxtart som först beskrevs av Alexander Eig, och fick sitt nu gällande namn av Friedrich Ehrendorfer. Callipeltis factorovskyi ingår i släktet Callipeltis och familjen måreväxter. Inga underarter finns listade i Catalogue of Life.